# Allonzier-la-Caille

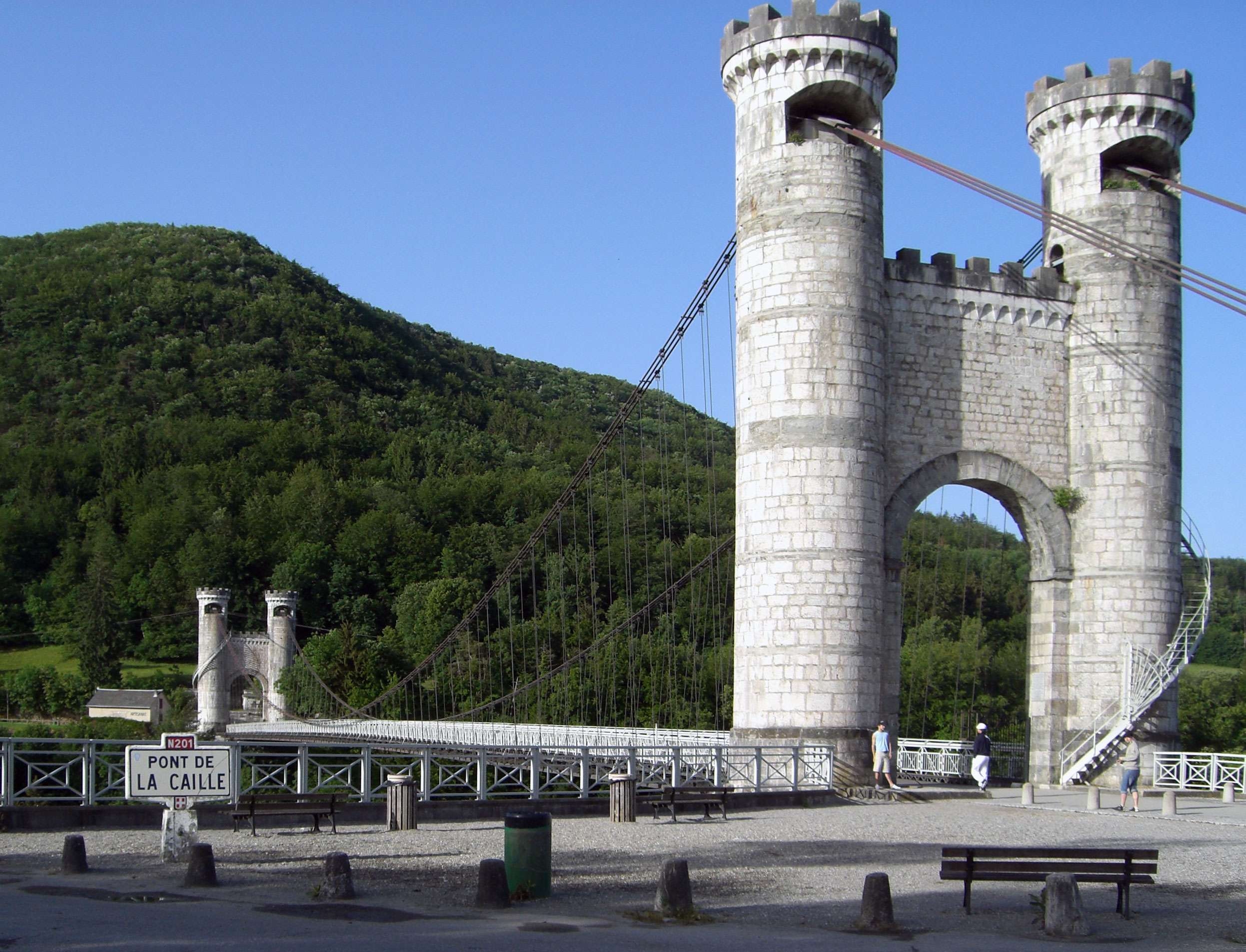
Wiadukt Caille z 1839 roku, 2007

Allonzier-la-Caille – miejscowość i gmina we Francji, w regionie Owernia-Rodan-Alpy, w departamencie Górna Sabaudia.
Według danych na rok 1990 gminę zamieszkiwało 851 osób, a gęstość zaludnienia wynosiła 88 osób/km² (wśród 2880 gmin regionu Rodan-Alpy Allonzier-la-Caille plasuje się na 869. miejscu pod względem liczby ludności, natomiast pod względem powierzchni na miejscu 1146.).